# 汪清 (景泰進士)
汪清（？—？），河南固始人，明朝政治人物。景泰辛未進士。

## 生平
景泰二年（1451年），中辛未科進士，授監察御史。景泰六年（1455年），天下多災異，倪敬與同為御史的倪敬、杜宥、黃讓、羅俊、盛昶六人一同上書，請求皇帝廉政，減少營造。代宗不悅，下書至禮部。禮部官員卻讚六人忠君愛國。代宗仍未釋懷，不久即詔令都御史蕭維禎考察其屬，詔命罷御史十六位，均貶為典史。其中汪清為潞城縣典史。升應城縣知縣，再升涿州知州。
英宗復辟後，詔令授十六人知縣。